# 温泉津町
温泉津町（ゆのつまち）は、2005年（平成17年）まで島根県のほぼ中央部 (邇摩郡) にあった町。現在の大田市のうち温泉津町（ゆのつちょう）を冠する各大字にあたる。
町の面積は71.81 km2、2004年3月末時点での人口は3962人であった。町名は「温泉の有る港」という意味である。

## 地理
温泉津町は島根県の中央部に位置する日本海に面した町であり、港を意味する「津」の名前が付く通り、温泉津港を始めとする港を備えている。概ね北東から南西に海岸線が複雑に伸びており、北東側から順に湯里港、湯戸港、日祖港、温泉津港、今浦港、吉浦港と漁港が並んでいる。また主な海水浴場として櫛島海水浴場、福光海水浴場が開放されてきた。
町名通り、海岸付近の温泉津地区は実際に温泉津温泉が古くから湧出してきた場所であり、1872年に浜田地震が発生した際には、従前から湧出していた温泉とは別に新たな温泉が湧出を開始した。さらに、温泉津地区とは異なる分水界に属する山間の福光川の河岸付近にも湯の原温泉が湧く。
沖泊と温泉街（温泉津重要伝統的建造物群保存地区）は、大田市との合併後の2007年に石見銀山の構成資産として世界遺産に登録された。
町内には主な河川として、湯里港へと流れ込む湯里川、福光海水浴場付近へと流れ込む福光川が流れている。この他にも町の南部は全く分水界が異なっており、江の川水系の都治川の支流である萩川や井尻川などの上流部が存在する。
なお、町内は標高約587 mの三子山を始めとして山が多く平地は限られている。行政境界付近にも標高約634 mの矢滝城山、標高約593 mの西山、標高約499 mの高山、標高約411 mの城上山などが存在する。
温泉津町福光ににある小島は、ウミネコの繁殖地として島根県の天然記念物に指定されている。

### 隣接していた自治体
- 大田市
- 邇摩郡 - 仁摩町
- 邑智郡 - 川本町
- 江津市

### 交通

#### 鉄道
町内には西日本旅客鉄道の山陰本線が随所でトンネルを使いながら敷設されており、北東側から湯里駅、温泉津駅、石見福光駅が設置されてきた。

#### 道路
国道9号が山陰本線と平行するように通っており、南西へ向かえば江津市へと入り、北東へ向かえば仁摩町へ入っていた。また、島根県道32号温泉津川本線が湯の原温泉付近から南東の方向へ通り、川本町へと通じている。この島根県道32号線には井田地区で、かつての山陰道の一部であった島根県道177号大田井田江津線と交叉している。この他に、湯里駅付近からは湯里川に沿うように島根県道201号湯里停車場祖式線が、大田市へと伸びる山間の道路だった。なお、湯里川の上流部の矢滝城山の東麓で、島根県道201号線からは、石見銀山へと通じていた街道が分岐しており、徒歩であれば通行できる、中国自然歩道の石見銀山街道として残されてきた。

## 経済
温泉津町は温泉津焼の産地として知られてきた。また、温泉津温泉は古くから知られていた温泉地であり、入浴客を受け入れてきた。温泉津温泉の最寄り駅で、この付近の主要駅として機能してきた温泉津駅には、温泉津焼で作った「ゆのつ」の表示も設置されてきた。さらに、漁港を基地として漁業が営まれてきた他に、山間地で農業も行われてきた。

## 通信
温泉津町の市外局番は、0855（50 - 69）であった。なお、温泉津町以外に、桜江地区を除いた江津市も、0855（50 - 69）のエリアである。

## 歴史

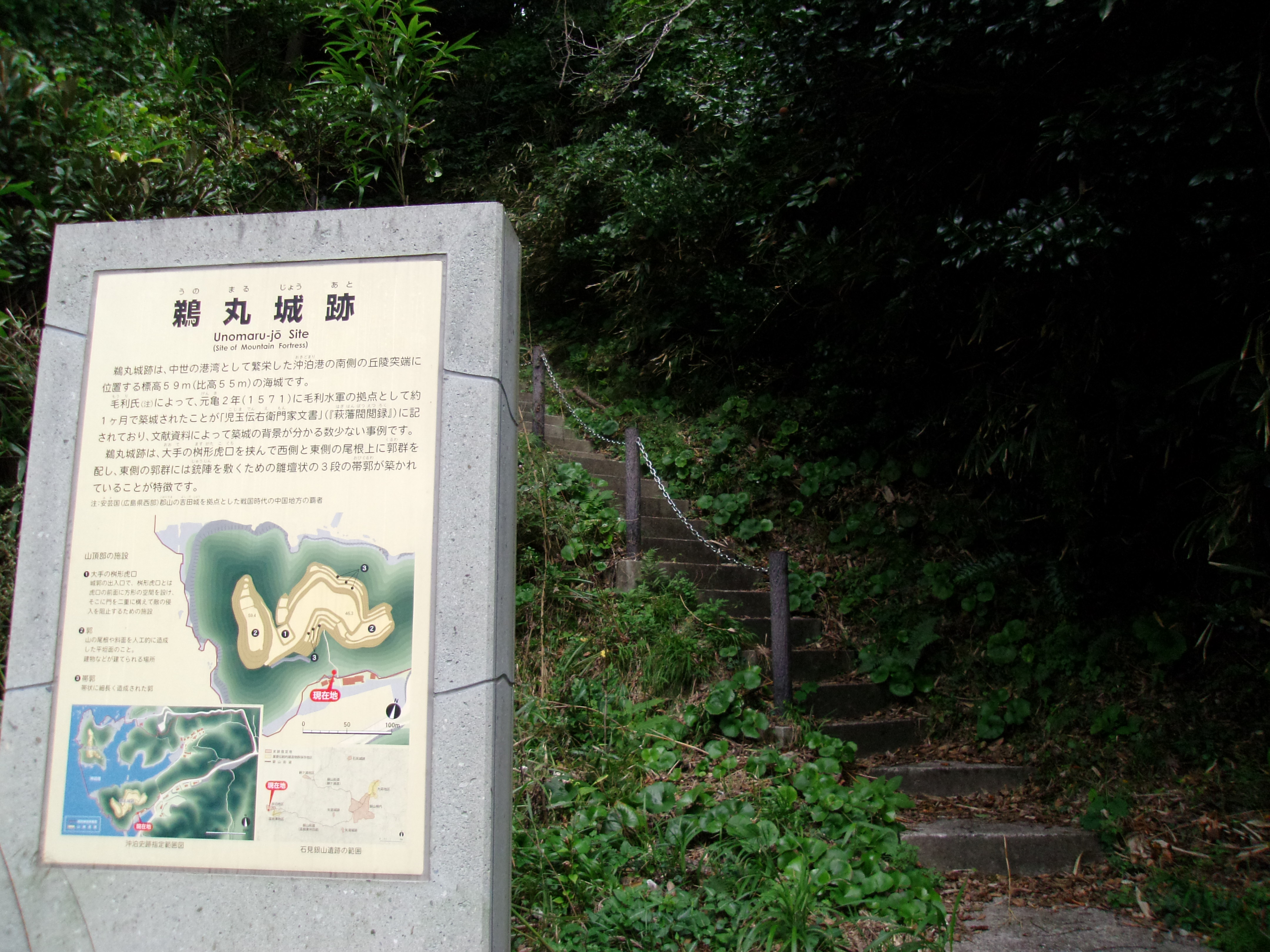
鵜丸城

温泉津は古代の石見国邇摩郡の地である。中世には豪族益田氏が支配権を確立し、石見銀山開発後の争奪戦で毛利氏は温泉津を重視し、鵜丸城や櫛島城を築いた。江戸時代には幕府直轄地となり、石見銀山領の佐摩組や波積組に属した。

## 神話
高天原を追われたスサノオノミコトは、朝鮮のソシモリでしばらく過ごしてから、日本に帰国した。山口県の須佐、江津市の神主・神村などに立ち寄ったあと、埴土の船で温泉津の港に寄港した。その後、笹島で矢竹をとろうとして上陸しようとした時、大波がスサノオノミコトを襲った。全身がずぶぬれになり、衣を干そうと思ったスサノオノミコトは、温泉津町小浜にある浜田川をのぼり、川で衣をすすぎ、近くにあった岩に衣を干した。すると、少しの間に蜷貝や蛭が群がってしまっていた。それを見たスサノオノミコトは、蜷貝の尻尾の部分をちぎり、蛭の口を閉じた。そして「今後は人を害してはいけない」と言い、それらを放した。そのため、この地の蜷貝は尻尾がなく、蛭は人の血を吸わなくなったと言われている。スサノオノミコトが衣をかけたという岩は、小浜の厳島神社の境内にある衣更神社の社前に残っている。

### 沿革
- 1889年（明治22年）4月1日 - 町村制の施行により、近世以来の温泉津村が単独で自治体を形成。
- 1903年（明治36年）4月1日 - 温泉津村が単独で町制を施行して、温泉津町が成立。
- 1941年（昭和16年）8月1日 - 邇摩郡大浜村を編入[4]。
- 1954年（昭和29年）4月1日 - 井田村・福波村・湯里村と合併し、改めて温泉津町が発足。
- 2005年（平成17年）10月1日 - 大田市・仁摩町と合併し、改めて大田市が発足。同日温泉津町廃止。